# Nazlı
Nazlı ist ein türkischer weiblicher Vorname persischer und türkischer Herkunft mit der Bedeutung „kokett“; „verwöhnt“. Außerhalb des türkischen Sprachraums kann auch die nicht-türkische Schreibweise Nazli auftreten.

## Verbreitung
In Deutschland ist der Name mäßig beliebt und kommt seit 2005 regelmäßig in der Namensgebung vor. Von 2010 bis 2023 wurde er etwa 720 Mal vergeben. Den Namen tragen in der Schweiz 219 Personen (Stand 2023). In Österreich kommt der Name seit 1994 in den Hitlisten vor, seit 2001 wird er jährlich vergeben. Im Jahr 2023 vier Mal.
In der Türkei war Nazlı von 1985 bis 2020 stets in den Top-100. Die beste Platzierung erzielte der Name im Jahr 2007 mit Rang 49. Der Name gehört in Aserbaidschan mit der Schreibweise Nazlı seit 2015 zu den beliebtesten Mädchennamen in den Top-30. Im Jahr 2023 belegte er Rang 18.
Der Name ist in Frankreich seit Mitte der 1970er Jahre fast jedes Jahr in den Hitlisten anzutreffen. In den Niederlanden wird der Name seit 1971 bei der Namenswahl berücksichtigt, jedoch in einem geringen Umfang. In England wird der Name fast jährlich vergeben, er gilt aber als selten. In den nordischen Ländern Dänemark, Norwegen und Schweden wird der Name vorwiegend von Auswandern aus dem Mittleren Osten vergeben. Er kommt nur selten vor.
Nazli wird in den USA seit der Jahrtausendwende fast alljährlich vergeben. Von 2001 bis 2023 rund 310 Mal. Sein Vergabe ist auch in Liechtenstein, Schottland, Nordirland und Kanada nachgewiesen.

## Namensträgerinnen
- Nazli Ekici (* 1976), deutsche Leichtathletin
- Nazlı Eray (* 1945), türkische Schriftstellerin
- Nazli Hodaie (* 1974), iranisch-deutsche Philologin
- Nazlı Ilıcak (* 1944), türkische Journalistin
- Nazli Sabri (1894–1978), erste Königin des Königreichs Ägypten (1922–1936)
- Nazlı Tolga (* 1979), türkisch-niederländische Fernsehmoderatorin und Journalistin
- Nazli Karabıyıkoglu (* 1986), türkische Schriftstellerin, Journalistin und Menschenrechtsaktivistin